# Antechinus vandycki
Antechinus vandycki és una espècie de dasiüromorf de la família dels dasiúrids. L'holotip tenia una llargada de cap a gropa de 132,6 mm, la cua de 118 mm, les potes posteriors de 24,6 mm, les orelles de 16,7 mm i un pes de 89,1 g. Es diferencia dels altres representants del complex Antechinus swainsonii per la mida dels buits palatals anteriors. L'espècie fou anomenada en honor del zoòleg australià Steve Van Dyck.